# ヴェルス - パッサウ線
ヴェルス - パッサウ線（ドイツ語: Bahnstrecke Wels–Passau）は、オーストリア国鉄の鉄道線の名称である。路線番号は150。

## 沿線概況
ヴェルス - パッサウ線はヴェルス中央駅から始まって、北西方向に急曲線で、ザルツブルクへ向かう西部鉄道から離れる。西部鉄道がリンツからトラウン川と平行に伸びて、列車はヴェルスでこの川と別れる。この路線はまずプッフベルクの荒れ地を通過して、ハイディングに至る。ハイディングではアシャッハ線が分岐し、列車はタウフキルヒェンまでトラットナッハ川と平行で走行する。
ノイマルクト＝カルハム駅ではインクライス線がリート（インクライス）の方面に、リンツ地方線がポイアーバッハ方面にそれぞれ分岐する。アシャッハ川の上流とツェル（プラム）まで、列車は勾配を避けて緩慢な曲線で走行する。ツェル駅からこの路線はプラム川を沿ってシェルディング駅に至る。聖フロリアン（イン）ではリート（インクライス）から伸びるザルツカンマーグート線がこの路線に合流する。列車はイン川の右岸を従い、国境を通過する。その直後、ハウツェンベルク方面の支線が分岐する。列車は110 m長さのイン川鉄橋を通過して、その鉄道橋は第二次世界大戦の以後、以前の176 m長さのアーチ橋の代わりに建設された。この路線はパッサウトンネルを通じて新都心を貫通して、終点であるパッサウ中央駅に至る。パッサウ - オーバートラウブリング線がドナウ川に沿ってこの路線を継承する。

## 歴史
皇后エリーザベト鉄道（k.k. privilegierte Kaiserin Elisabeth-Bahn, KEB）が本線を建設した期間に、財政難に直面して、その結果リンツ - パッサウ区間建設が遅延されることとなった。バイエルン東部鉄道 (Bayerische Ostbahn) は既に鉄道をオーストリア国境線まで完成した。しかし、KEBは1860年初にプロジェクト計画を立てたばかりであった。経路短縮が可能だったので、起点はリンツからヴェルスに変更された。1860年8月に、本線の開通直後、ヴェルス - パッサウ区間の工事が始まり、この路線は1861年9月1日に開通された。1906年ヴェルス - ハイディング区間は複線で改修された。
この路線は国際貨物輸送や国際旅客輸送の部門で重大な意味を持つ。1894年頃からオーステンデ・ウィーン急行列車がオリエント急行との連結でこの路線上に運行された。
1938年独墺合邦以後この路線の複線化が完了した。1955年5月22日に全区間の電気運転が実現された。1971年からヨーロッパ横断特急のオイゲン王子号がドイツ北部がらヴィーンまで運行され、その経路と名をのちにユーロシティ列車、最後にICE列車が引き受けた。オーストリアが1995年欧州連合に加盟するまで、パッサウ駅ではオーストリア側の施設物が存在して、そこで国境統制が行われた。
2007年12月からドイツ鉄道との協力によりICE Tの運行がフランクフルト (マイン) - ヴィーン区間で始まった。運行時間を減らすために曲線区間の片勾配変化が必要だった。「ドナウ・イヴェント列車」が伝統的な客車の構成でウィーン - パッサウ区間に運行されたが、2008年12月夏のシーズンのみに運営されることとなった。2015年に「自転車ヒッチハイカー・ドナウ」列車がこのイヴェント列車を置き換わって、現在快速列車として運行されている。

## 運行形態[5]

### 超特急「インターシティ・エクスプレス(ICE)」
ウィーン～ヴェルス～パッサウ～ハンブルク・フランクフルト・ドルトムント間に、2時間に1本運行されている。ヴェルス以東は101号線に、パッサウ以西はドイツ国鉄880号線に直通する。
2017年以前は、全列車がヴェルス停車・シェアディンク通過であった。

### 寝台特急「ナイトジェット(nightjet)」
ウィーン～ヴェルス～パッサウ～ハンブルク/デュッセルドルフ間に、一日1往復運行されている。ヴェルス以東は101号線に、パッサウ以西はドイツ国鉄880号線に直通する。
2015,16年度は、ハンブルク方面とデュッセルドルフ方面が別系統で運行していて、合計一日2往復の運行であった。2017年以前は、ユーロナイト(EN)の種別で運行していた。

### 特急「インターシティ(IC)」
- ウィーン - ヴェルス - パッサウ - ヴァーネミュンデ
一日1往復の運行。ヴェルス以東は101号線に、パッサウ以西はドイツ国鉄880号線に直通する。
2020年春に運行を開始した。

### 快速「レギオナルエクスプレス(REX)」
リンツ～ヴェルス～パッサウ間に、2時間に1本程度運行されている。ヴェルス以東は101号線に直通する。
2023年度以前は、ハイディングに停車する列車もあった。

### 普通「レギオナルバーン(R)」
下記3系統が運行される。
- リンツ - ヴェルス - ノイマルクト - パッサウ
4時間に1本の運行。下記2系統と合わせて、2時間に1本の本数が確保されている。ヴェルス以東は101号線に直通し、また101号線内では多くが快速として運行される。
2015年以前は、2時間に1本運行されていた。

- リンツ - ヴェルス - ノイマルクト - ジムバッハ
4時間に1本の運行。ヴェルス以東は101号線に直通し、また101号線内では多くが快速として運行される。ノイマルクト以西は151号線に直通する。ノイマルクトで、パッサウ方面の列車に接続する。
2015年以前は本数が少なく、リンツ - パッサウの系統がほぼ同じダイヤで運行されていた。

- ノイマルクト - パッサウ
4時間に1本の運行。ノイマルクトで、リンツ方面の列車に接続する。
2015年以前は本数が少なく、リンツ - パッサウの系統がほぼ同じダイヤで運行されていた。

## 駅一覧
以下では、オーストリア国鉄150号線の駅と営業キロ、停車列車、接続路線などを一覧表で示す。
- 種別
  - ICE：超特急「インターシティ・エクスプレス」
  - EN：寝台特急「ユーロナイト」
  - IC：特急「インターシティ」
  - REX：快速
  - R：普通
- 停車駅
  - ■印：全列車停車
  - ●印：一部通過
  - ○印：一部停車
  - ｜印：全列車通過

| 路線名 | 駅名                                           | 駅間営業キロ | 累計営業キロ | ICE | EN | IC | REX | R | 接続路線 | 所在地                     | 所在地               |
| ------ | ---------------------------------------------- | ------------ | ------------ | --- | -- | -- | --- | - | --- | -------------------------- | -------------------- |
| 150    | ヴェルス駅                                     | -            | 0.0          | ○   | ■  | ■  | ■   | ■ | 101号線（ウィーン方面、ザルツブルク方面） 153号線（グリューナウ方面）                                          | オーバーエスターライヒ州   | ヴェルス市           |
| 150    | ハイディンク駅                                 | 7.2          | 7.2          | ｜  | ｜ | ｜ | ｜  | ■ | 152号線（アシャハ方面）                                                                                        | オーバーエスターライヒ州   | ヴェルスラント郡     |
| 150    | バト・シャラーバッハ・ヴァラーン駅             | 6.1          | 12.3         | ｜  | ｜ | ｜ | ●   | ■ | | オーバーエスターライヒ州   | グリースキルヒェン郡 |
| 150    | シュリュスルベルク駅                           | 4.4          | 16.7         | ｜  | ｜ | ｜ | ●   | ■ | | オーバーエスターライヒ州   | グリースキルヒェン郡 |
| 150    | グリースキルヒェン・ガルスパハ駅               | 2.3          | 19.0         | ｜  | ｜ | ｜ | ●   | ■ | | オーバーエスターライヒ州   | グリースキルヒェン郡 |
| 150    | オーバートラトナハ・マルクト・ホフキルヒェン駅 | 5.7          | 24.7         | ｜  | ｜ | ｜ | ○   | ■ | | オーバーエスターライヒ州   | グリースキルヒェン郡 |
| 150    | ノイマルクト・カルハム駅                       | 5.0          | 29.7         | ｜  | ｜ | ｜ | ■   | ■ | 143号線（ニーダーシュパヒンク方面）、151号線（ジムバッハ方面）                                                 | オーバーエスターライヒ州   | グリースキルヒェン郡 |
| 150    | キンプリンク駅                                 | 4.4          | 34.1         | ｜  | ｜ | ｜ | ○   | ■ | | オーバーエスターライヒ州   | グリースキルヒェン郡 |
| 150    | クンプフミュール駅                             | 5.0          | 39.1         | ｜  | ｜ | ｜ | ○   | ■ | | オーバーエスターライヒ州   | シェアディンク郡     |
| 150    | リーダウ駅                                     | 3.2          | 42.3         | ｜  | ｜ | ｜ | ■   | ■ | | オーバーエスターライヒ州   | シェアディンク郡     |
| 150    | ツェル・アン・デア・プラム駅                   | 1.5          | 43.8         | ｜  | ｜ | ｜ | ○   | ■ | | オーバーエスターライヒ州   | シェアディンク郡     |
| 150    | アンドルフ駅                                   | 7.5          | 51.3         | ｜  | ｜ | ｜ | ■   | ■ | | オーバーエスターライヒ州   | シェアディンク郡     |
| 150    | タウフキルヒェン・アン・デア・プラム駅         | 5.8          | 57.1         | ｜  | ｜ | ｜ | ■   | ■ | | オーバーエスターライヒ州   | シェアディンク郡     |
| 150    | シェアディンク駅                               | 10.0         | 67.1         | ○   | ｜ | ■  | ■   | ■ | 171号線（アトナンク方面）                                                                                      | オーバーエスターライヒ州   | シェアディンク郡     |
| 150    | ヴェアンシュタイン駅                           | 4.8          | 71.9         | ｜  | ｜ | ｜ | ■   | ■ | | オーバーエスターライヒ州   | シェアディンク郡     |
| 150    | パッサウ駅                                     | 9.3          | 81.2         | ■   | ■  | ■  | ■   | ■ | ドイツ国鉄 880号線（フランクフルト/ミュンヘン方面） 946号線（ミュールドルフ方面）、12888号線（フラユンク方面） | ニーダーバイエルン行政管区 | パッサウ市           |